# Тхэан
Тхэа́н (кор. 태안군?, 泰安郡?, Taean-gun) — уезд в провинции Чхунчхон-Намдо, Южная Корея.

## Города-побратимы
Тхэан является городом-побратимом следующих городов:
- Сочхогу, Сеул, Республика Корея
- Кансогу, Сеул, Республика Корея
- Тонхэ, провинция Канвондо, Республика Корея
- Сувон, провинция Кёнгидо, Республика Корея
- Косон, провинция Кёнсан-Намдо, Республика Корея
- Чечхон, провинция Чхунчхон-Пукто, Республика Корея
- Тайань, провинция Шаньдун, Китай